# Chamling
Le chamling (ou camling, rodung) est une langue tibéto-birmane parlée au Népal. 

## Répartition géographique
Le chamling est parlé dans les districts de Khotang et d'Udayapur, rattachés à la zone de Sagarmatha. La langue est également parlée en Inde, au Sikkim et au Bengale oriental.

## Classification interne
Le chamling est une des langues kiranti, un sous-groupe des langues himalayennes de la famille tibéto-birmane. 

## Sources
- (en) Bag-Ayagyami Yalungcha, 2008, Kiranti-Rodung Compounding, Nepalese Linguistics 23, p. 450-460.